# PSD Bank Nürnberg
Die PSD Bank Nürnberg eG ist eine deutsche genossenschaftliche Direktbank für Privatkunden mit Sitz in der fränkischen Stadt Nürnberg.

## Geschichte
Die heutige PSD Bank Nürnberg eG besteht nicht wie die meisten anderen Banken der PSD-Gruppe seit dem Jahr 1872. Damals wurden im ganzen Deutschen Kaiserreich „Post-Spar- und Vorschussvereine“ gegründet, die ab 1903 als „Post-Spar- und Darlehnsvereine“ firmierten. Ausnahme waren jedoch Bayern und Württemberg. Hier war eine Gründung erst ab dem Jahr 1934 möglich, als die Postverwaltung dieser Länder auf das Reich überging. Der Post-, Spar- und Darlehensverein (PSpDV) Nürnberg mit Sitz in Nürnberg wurde 1936 gegründet.
Am 1. Januar 1939 folgte der Umzug ins Reichspostdirektionsgebäude am Bahnhofsplatz. Das Geschäftsgebiet erweiterte sich nach dem Mauerfall in Richtung neue Bundesländer. Die Filiale Chemnitz nahm 1990 die Arbeit auf. Im Jahr 1997 erfolgte die Umfirmierung des Vereins von Post-, Spar- und Darlehensverein Nürnberg in PSD Bank Nürnberg und 1998 wandelte der PSD Bank Nürnberg seine Rechtsform in eine eingetragene Genossenschaft um und firmiert seitdem als PSD Bank Nürnberg eG. Nach dem Fall der Beschränkung des Kundenkreises kann jeder Privatkunde bundesweit die PSD Bank Nürnberg nutzen.
Mit dem Austritt der PSD Bank Niederbayern-Oberpfalz aus der PSD Bankengruppe Ende 2015 wurde die Geschäftstätigkeit auf den Regierungsbezirk Oberpfalz ausgedehnt und Mitte 2017 ein Beratungsbüro in Regensburg eröffnet.

## Rechtsverhältnisse
Die PSD Bank Nürnberg eG ist im Genossenschaftsregister beim Amtsgericht Nürnberg unter GnR 281 eingetragen.

## Organisationsstruktur
Rechtsgrundlagen sind das Genossenschaftsgesetz und die durch die Generalversammlung beschlossene Satzung. Organe der Bank sind der Vorstand, der Aufsichtsrat und die Generalversammlung.

## Sicherungseinrichtung
Die PSD Bank Nürnberg eG ist der amtlich anerkannten Sicherungseinrichtung des Bundesverbandes der Deutschen Volksbanken und Raiffeisenbanken GmbH und der zusätzlichen freiwilligen Sicherungseinrichtung des Bundesverbandes der Deutschen Volksbanken und Raiffeisenbanken e.V. angeschlossen.

## Geschäftsausrichtung
Die PSD Bank Nürnberg eG betreibt das Universalbankgeschäft und bietet ihren Kunden verschiedene Girokontomodelle und Kreditvarianten an. Weitere Geschäftsfelder sind die Baufinanzierung, Spar- und Anlageprodukte sowie die Altersvorsorge und Versicherungen. Im Verbundgeschäft arbeitet sie mit der DZ Bank, R+V Versicherung, Bausparkasse Schwäbisch Hall und der Union Investment zusammen. Zudem betreibt sie das Onlinemagazin Tacheles, in dem sie Kunden und Interessierte über Themen aus den Bereichen Finanzen, Bauen und Wohnen sowie der Region informiert.
Die PSD Bank Nürnberg eG gehört der PSD Bankengruppe an. Als eine der zwölf selbständigen PSD Banken ist sie Mitglied im Bundesverband der Deutschen Volksbanken und Raiffeisenbanken (BVR).

## Auszeichnungen
2024 erhielt die PSD Bank Nürnberg den "Vision Zuhause Award" der Interhyp in der Kategorie "Finanzierungsbedarfe bis 100.000 Euro". Zudem zählt die Genossenschaftsbank laut einer Studie des SZ Instituts, einem Think Tank der Süddeutschen Zeitung, in puncto Konditionen, Produkte und Serviceangebote zu den besten Banken Bayerns. Weiter gewann das Institut für die werteorientierte Ausrichtung seines Betrieblichen Gesundheitsmanagements den Sonderpreis Core Values im Rahmen des Corporate Health Awards 2024. Für das Jahr 2025 wurde die PSD Bank Nürnberg nach 2022, 2023 und 2024 zum vierten Mal in Folge als Top Company durch das Arbeitgeberbewertungsportal Kununu ausgezeichnet.

## Soziales Engagement und Sponsoring
2024 förderte die PSD Bank Nürnberg zahlreiche Vereine und Projekte aus ihrem Geschäftsgebiet mit Spenden in Höhe von insgesamt rund 340.000 Euro. Unter anderem wurde das SOS-Kinderdorf Nürnberg mit 20.000 Euro unterstützt.
Seit dem 1. Juli 2025 ist die Bank Namenspartner der PSD Bank Nürnberg ARENA. Zudem unterstützt das Unternehmen die regionalen Musikfestivals Open Beatz und Nürnberg Pop als Sponsor.

## Geschäftsgebiet
Ihr Geschäftsbereich umfasst die Regierungsbezirke Mittel-, Ober- und Unterfranken, die Oberpfalz sowie das Bundesland Sachsen.
An diesen Orten betreibt die Bank Filialen:
- Nürnberg (Hauptstelle, jur. Sitz)
- Bamberg (Geschäftsstelle)
- Würzburg (Geschäftsstelle)
- Regensburg (Beratungsbüro)
- Chemnitz (Geschäftsstelle)
- Dresden (Geschäftsstelle)
- Leipzig (Geschäftsstelle)